# 普切利内河
普切利内河（俄語：Река Пчелиный）或笔溪拉河（俄語：Река Пичела）是滨海边疆区的河流，源起桦山东坡，长15公里，在距河口26公里处注入多罗日纳亚河，与任舍涅维河口相对。

## 引用
1. ↑  А·П·穆拉诺夫. . 列宁格勒: 气象出版社. 1966 （俄语）.
2. ↑  . 列宁格勒: 气象出版社 （俄语）.
3. ↑  Т·А·基谢尔科瓦娅. . 列宁格勒: 气象出版社. 1977 （俄语）.
4. ↑  . 自然资源部 verumwiki.   [2023-10-30]. （原始内容存档于2023-10-30） （俄语）.